# حنا أبو حنا
حنا أبو حنا
(1928 - 2 فبراير 2022) هو أديبٌ وشاعرٌ وباحثٌ ولد في الرينة قرب مدينة الناصرة في فلسطين المحتلة. ينتمي إلى الجيل الأول من شعراء المقاومة العرب في فلسطين.
عمل مديرًا للكلية الأرثوذكسية العربية في حيفا حتى سنة 1987، ومُحاضرًا في جامعة حيفا وكلية إعداد المعلمين عام 1973، وهو يقيم فيها. وقد حصل على الماجستير في الأدب. شارك في تحرير وإعداد برامج الطلبة في إذاعة القدس وإذاعة الشرق الأدنى، وشارك في إصدار مجلة «الجديد» عام 1951، «الغد» عام 1953، و«المواكب» عام 1984 و«المواقف» عام 1993.

## حياته
ولد عام 1928، في قرية الرينة قضاء الناصرة. ثم تنقل بحكم عمل أبيه في دائرة «مساحة فلسطين» بين القدس، ورام الله، وجفنا، وأسدود، وقرية نجد، وحيفا، والناصرة، ثم عاد إلى الرينة. تعلم في الكُتاب في قرية أسدود التي دمرتها النكبة وأقامت محلها مدينة أشدود، ثم التحق بالمدرسة الابتدائية «المدرسة الأميرية- مدرسة المعارف للبنين» في حيفا. ولكن الإقامة فيها لم تطل؛ إذ انتقل إلى الناصرة وكان من الطلاب المشاركين في ثورات عام 1936 , ثم التحق بمدرسة اللاتين في الرينة مدة من الزمن، انتقل بعدها لينهي دراسته الثانوية في مدرسة المعارف في الناصرة. اختير أبو حنا، بعد المرحلة الثانوية، للدراسة في الكلية العربية في القدس التي كانت تستقبل الطلاب المتفوقين من مدارس فلسطين الحكومية، ثم اختير لمتابعة الدراسة في بريطانيا وخصصت له بعثة حكومية لذلك عام 1947، لكن ظروفه العائلية ثم ظروف النكبة حالت دون تحقق هذه الفرصة. نال درجة البكالوريوس في الأدب الإنجليزي من جامعة حيفا.
بعد النكبة عاد إلى حيفا عام 1950 وسكن في شارع قيسارية حيث عمل في هيئة تحرير صحيفة الاتحاد مع توفيق طوبي (1922-2011) وإميل حبيبي (1921-1996), وإميل توما (1919-1985) وصليبا خميس ومحمد خاص وعلي عاشور وجبرا نقولا (1912-1974). شارك في إنشاء مجلة الغد ومجلة الجديد التي صدرت عام 1951 كملحق لجريدة الاتحاد، ثم تابعت الصدور عام 1953 بعد أن حصلت على الترخيص. اعتقلته السلطات الإسرائيلية وأودعته في سجن الرملة عام 1958.
ساهم بتأسيس جوقة الطليعة، وكان عضواً في الهيئة الإدارية لـ«المسرح الناهض»، و«مسرح الميدان» في حيفا. تقاعد من «الكلية الأرثوذكسية العربية» سنة 1987، وعمِل في «كلية إعداد المعلمين العرب» في حيفا حتى سنة 1995.

## حياته العائلية
تزوج سامية فرح من شفا عمرو وله من الأبناء رباب، والصحفية أمية أبو حنا والبروفيسور أمين أبو حنا.

## الأعمال الشعرية
- نداء الجراح (مكتبة عمان، 1969م).
- قصائد من حديقة الصبر (عكا، 1988م).
- تجرَّعت سمَّك حتى المناعة (حيفا، 1990م).[12]

## الدراسات
- عالم القصة القصيرة (مطبعة الكرمل، حيفا، 1979م).
- روحي على راحتي: ديوان عبد الرحيم محمود. تحقيق وتقديم (مركز إحياء التراث العربي، الطيبة، 1985م).
- دار المعلمين الروسية (في الناصرة 1994م).
- رحلة البحث عن التراث (حيفا، 1994م).
- الأدب الملحمي.
- ديوان الشعر الفلسطيني.

## إصداراته
من إصداراته:
| 1  | أحمر أخضر /تأليف: حنا أبو حنا؛ رسوم: سوسن الماجدي                  | 2001 |
| 2  | الأدب الملحمي/حنا أبو حنا                                          | 1983 |
| 3  | أرنوب وفرفور/تأليف حنا أبو حنا؛ رسم سوسن الماجدي                   | 2001 |
| 4  | أصابع ديمة/تأليف: حنا أبو حنا؛ رسومات: سوسن الماجدي                | 2001 |
| 5  | أوراق خضراء/حنا أبو حنا                                            | 2004 |
| 6  | تجرعت سمك حتى المناعة: شعر/حنا أبو حنا                             | 1990 |
| 7  | ثلاثة شعراء: إبراهيم طوقان، عبد الرحيم محمود، أبو سلمى/حنا أبو حنا | 1995 |
| 8  | جحا والقمر/تأليف: حنا أبو حنا؛ رسم: لؤي دوخي                       | 2003 |
| 9  | خميرة الرماد: سيرة/حنا أبو حنا                                     | 2004 |
| 10 | ديوان الشعر الفلسطيني/حنا أبو حنا                                  | 1991 |
| 11 | رحلة البحث عن التراث/حنا أبو حنا                                   | 1994 |
| 12 | سر الملك كيسار/تأليف: حنا أبو حنا؛ رسم: سوسن الماجدي               | 2002 |
| 13 | ظل الغيمة: سيرة/حنا أبو حنا                                        | 2001 |
| 14 | عالم القصة القصيرة/إعداد وتقديم: حنا أبو حنا                       | 1979 |
| 15 | عراف الكرمل: شعر/حنا أبو حنا                                       | 2005 |
| 16 | فستق أدبي/حنا أبو حنا                                              | 2004 |
| 17 | قصائد من حديقة الصبر/حنا أبو حنا                                   | 1988 |
| 18 | قطتي أميرة/تأليف: حنا أبو حنا؛ رسوم: سوسن الماجدي                  | 2001 |
| 19 | ملك الغابة/نص: حنا أبو حنا؛ رسوم: رعد عبد الواحد                   | 2016 |
| 20 | من مشاكل التعليم في القطاع العربي/حنا أبو حنا وسامي جرايسي         | 1977 |
| 21 | مهر البومة: سيرة/حنا أبو الحنا                                     | 2004 |
| 22 | طلائع النهضة في فلسطين (خريجو المدارس الروسية)                     | 2005 |

## تكريم
نال حنا أبو حنا العديد من الأوسمة، «وسام القدس للإبداع الشعري» (1991)، و«جائزة فلسطين للسيرة الذاتية» عن سيرته «ظل الغيمة» (1999)، و«جائزة محمود درويش للحرية والإبداع» (2013)، و«جائزة القدس عاصمة دائمة للثقافة العربية» (2015). وأصدر بطرس أبو منّة وجوني منصور عام 2005 كتاب «زيتونة الجليل» تكريمًا له.